# KraussMaffei
KraussMaffei Group GmbH – niemieckie przedsiębiorstwo przemysłu maszynowego, należące do Onex Corporation, zajmujące się produkcją wtryskarek, wytłaczarek, reaktorów chemicznych i automatów przemysłowych. W przeszłości spółka produkowała także m.in. lokomotywy oraz działała w branży zbrojeniowej. Siedziba przedsiębiorstwa mieści się w Monachium.

## Historia
Początki przedsiębiorstwa sięgają 1838 roku, gdy Joseph Anton von Maffei założył w Monachium zakład Eisenwerk Hirschau (J. A. Maffei AG) produkujący lokomotywy. W 1931 roku doszło do połączenia spółki z założonym w 1866 roku przez Georga Kraussa przedsiębiorstwem Krauss & Comp. Głównym przedmiotem działalności powstałej w ten sposób spółki Krauss & Comp. – J. A. Maffei AG (w skrócie Krauss-Maffei) pozostała produkcja lokomotyw, w 1934 roku rozszerzona o czołgi. Podczas II wojny światowej przedsiębiorstwo produkowało różnego rodzaju pojazdy wojskowe i cywilne, lokomotywy, autobusy, wirówki, maszyny dla przemysłu mięsnego i obrabiarki do tworzyw sztucznych.
Po zakończeniu wojny działalność Krauss-Maffei AG, poza produkcją środków transportu i obrabiarek, związana była z inżynierią procesów przetwórczych oraz techniką zbrojeniową. W 1992 roku przedsiębiorstwo nabyło większościowy udział w spółce Netstal-Maschinen AG, a w 1997 w Berstorff GmbH (marki Netstal i KraussMaffei Berstorff są obecnie własnością przedsiębiorstwa). W 1999 roku dział produkcji lokomotyw został przejęty przez spółkę Siemens AG, a dział zbrojeniowy po połączeniu z Wegmann & Co. GmbH stał się samodzielnym przedsiębiorstwem Krauss-Maffei Wegmann GmbH.
Od 2012 roku KraussMaffei Group GmbH jest własnością kanadyjskiej spółki inwestycyjnej Onex Corporation.